# 紀元前274年
紀元前274年（きげんぜん274ねん）は、ローマ暦の年である。
当時は、「マニウス・クリウス・デンタトゥスとセルウィウス・コルネリウス・メレンダが共和政ローマ執政官に就任した年」として知られていた（もしくは、それほど使われてはいないが、ローマ建国紀元480年）。紀年法として西暦（キリスト紀元）がヨーロッパで広く普及した中世時代初期以降、この年は紀元前274年と表記されるのが一般的となった。

## 他の紀年法
- 干支 : 丁亥
- 日本
  - 皇紀387年
  - 孝霊天皇17年
- 中国
  - 周 - 赧王41年
  - 秦 - 昭襄王33年
  - 楚 - 頃襄王25年
  - 斉 - 襄王10年
  - 燕 - 恵王5年
  - 趙 - 恵文王25年
  - 魏 - 安釐王3年
  - 韓 - 釐王22年
- 朝鮮 :
- ベトナム :
- 仏滅紀元 : 273年
- ユダヤ暦 :

## できごと

### ギリシア
- エピロス王のピュロスがイタリアとシチリアから戻ってマケドニアに侵攻し、アンティゴノス2世をマケドニア北部とテッサリアから追放したが、アンティゴノス2世はマケドニアの沿岸の町に留まった。アンティゴノス2世の軍は彼を見捨て、ピュロスはマケドニアの王となることを宣言した。

### 共和政ローマ
- マニウス・クリウス・デンタトゥスに率いられた共和政ローマ軍は、ルカニアを征服した。

### エジプト
- キュレネのマガスはアンティオコス1世の娘アパマーと結婚し、その姻戚関係を用いてエジプトを侵略する協定を結んだ。彼は、自身の領有するキレナイカの独立を宣言して半弟のプトレマイオス2世に宣戦を布告し、エジプトを西側から攻撃する間に、アンティオコス1世はシリア沿岸とアナトリア南部の支配権を奪った。その後、マガスはパレスチナを攻撃した。
- マガスは、自国のリビアの遊牧民が反乱を起こしたことから、プトレマイオス2世への攻撃を中止した。

### 中国
- 魏が再び斉と合従の盟約を結んだ。秦の穣侯魏冄が魏を攻撃し、4つの城を陥落させた。